# Gymnopilus primulinus
Gymnopilus primulinus là một loài nấm thuộc họ Cortinariaceae.